# ブラウンシュヴァイク＝リューネブルク

ブラウンシュヴァイク＝リューネブルク
Braunschweig-Lüneburg

ブラウンシュヴァイク＝リューネブルク（ドイツ語: Braunschweig-Lüneburg）は、神聖ローマ帝国の北西部に中世後期から近世にかけて存在した歴史上の公国。ヴェルフ家（ブラウンシュヴァイク＝リューネブルク家）が長期間に渡って治めていた。
公国の主要都市は、中世後期の長いあいだリューネブルクとブラウンシュヴァイクであり、これら2都市の名称は支配者一族の家名としても使われた。その後この2都市にとって代わったのは、現在のニーダーザクセン州の州都ハノーファーである。ハノーファーはブラウンシュヴァイク＝リューネブルク公国を経済的に支配するようになったため、公爵達は古くからの居所からハノーファーに移った。同市の繁栄は公爵家がかなり後になって選帝侯の地位に昇格した要因の1つでもあった。

## ブラウンシュヴァイク＝リューネブルク
ブラウンシュヴァイク＝リューネブルク公国は、バイエルン公兼ザクセン公ハインリヒ獅子公が12世紀後半に築いた第1次ザクセン公国から枝分かれした領邦である。ハインリヒ獅子公は1180年、神聖ローマ皇帝フリードリヒ1世によってバイエルン公とザクセン公の地位を追われたが、ニーダーザクセンに広大な領土を保持し、この領土はブラウンシュヴァイク＝リューネブルクの諸公国として彼の息子達に受け継がれた。
最初のブラウンシュヴァイク＝リューネブルク公となったのは、ハインリヒ獅子公の孫の1人で1235年に公爵位についたオットー1世である。1267年、オットー1世の2人の息子は公国を分割相続し、兄のアルブレヒト1世はブラウンシュヴァイク＝ヴォルフェンビュッテルを、弟のヨハンはリューネブルク＝ツェレをそれぞれ領した。この分割相続はその後この領邦が小規模な公国群へと分裂してゆく端緒となった。
ブラウンシュヴァイク＝リューネブルクの諸公国は全てヴェルフ家（あるいはゲルフ家、ブラウンシュヴァイク＝リューネブルク家）の人々によって統治されていた。一族は近しい親族関係を保つ事に腐心し、従兄妹結婚もしばしばその方便として使われた。サリカ法典の存在もあって、一族の領土保持はしっかり守られていた。公国内の権力の中心は、リューネブルクとブラウンシュヴァイクから、徐々にツェレとヴォルフェンビュッテルに移っていった。
公国内は十数の地域に分裂していたが、そのうちの一部はあくまでヴェルフ家内部の分領であって正式に帝国領邦とは認められていないものもあった。しかしこれらの非公式な分領も1500年には一斉に帝国領邦としての法的な承認を受ける事が出来た。1792年の時点では、ブラウンシュヴァイク＝リューネブルク系の領邦として以下が帝国議会に議席を有していた。
- リューネブルク＝ツェレ - 1269年に創設、1705年にカレンベルク侯ゲオルク・ルートヴィヒ（イギリス王ジョージ1世）が相続した。
- カレンベルク及びゲッティンゲン - 1495年にエーリヒ1世が創設、リューネブルク侯エルンスト2世の弟ゲオルクが1635年にカレンベルクを相続し、ハノーファーを居所に定めた。ゲオルクの息子エルンスト・アウグストは1692年にハノーファー選帝侯となった。
- グルーベンハーゲン - 1291年にアルブレヒト1世の息子の1人ハインリヒ1世が創設、1617年にリューネブルク侯クリスティアンが相続した。
- ブラウンシュヴァイク＝ヴォルフェンビュッテル - 1269年に創設。ブラウンシュヴァイク公国（1815年 - 1918年）の前身。はじめブラウンシュヴァイク侯領と呼ばれていたが、1432年以後公爵がヴォルフェンビュッテルに居所を移した為、呼称が変わった。

ブラウンシュヴァイク＝リューネブルク諸公のうち、1705年まで存続していた系統はカレンベルク＝ツェレなどを領した家系と、ヴォルフェンビュッテルを領した家系の2つだけだった。

## ハノーファー

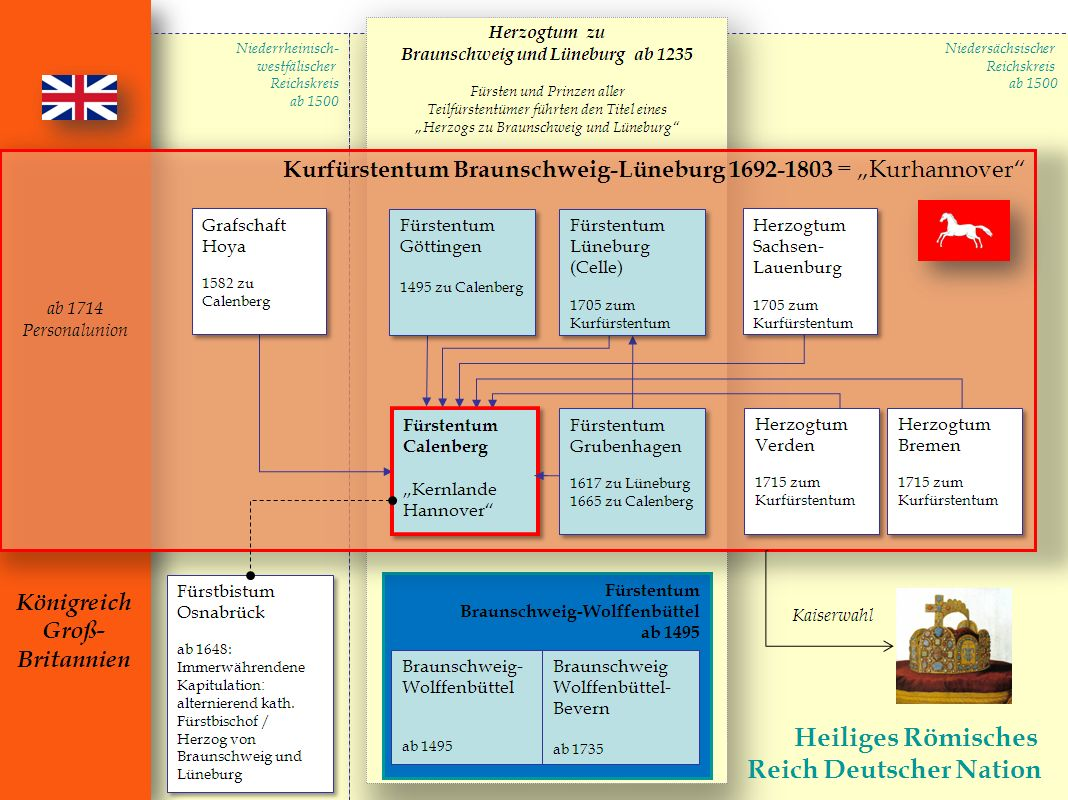
ブラウンシュヴァイク＝リューネブルク公国の6つの分邦のうち、4つがハノーファー選帝侯領を構成した。ハノーファー選定侯領とイギリス王国の同君連合は1714年に成立した。

1634年、ヴォルフェンビュッテル侯領とカレンベルク侯領を統治していたフリードリヒ・ウルリヒが子の無いまま死去、ヴォルフェンビュッテル系が断絶すると、リューネブルク系統のゲオルクが1635年にこれを相続した。ゲオルクは公爵の居所をハノーファーに移している。ゲオルクの息子クリスティアン・ルートヴィヒとその弟達は1648年にツェレを相続し、それ以後はツェレとカレンベルクを兄弟間で分割した。当時存続していた別系統のヴォルフェンビュッテル侯家はこのカレンベルク侯家とは近しい親族関係にあった。
1692年、クリスティアン・ルートヴィヒの末弟・エルンスト・アウグストは神聖ローマ皇帝レオポルト1世から選帝侯の称号を与えられ、ブラウンシュヴァイク＝リューネブルク選帝侯（ハノーファー選帝侯）を称したが、この昇爵措置はプロテスタントの選帝侯の数を増やす事につながった為、帝国内で議論を巻き起こす事になり、結果としてこれ以後他に選帝侯の数が増やされる事はなかった。この紛争は、当時のヨーロッパでは最大のイデオロギー対立と言えたプロテスタント宗教改革とカトリック対抗宗教改革（三十年戦争はその対立が引き起こした最大規模の戦争であった）との戦いの一部であった。ただし、この対立は貪欲な王侯貴族たちの領土争奪争いの格好の口実でもあった。
カレンベルクとリューネブルクは選帝侯領に昇格したものの、ツェレの相続を巡るいざこさの為、実際の選帝侯領の領域はエルンスト・アウグスト1世の息子ゲオルク・ルートヴィヒの治世の1705年まで確定せず、選帝侯領として認められるのは1708年の帝国議会においてであった。
リューネブルク、カレンベルク、ツェレといった別々の領邦を合邦して成立した国家を統治するハノーファー選帝侯ゲオルク・ルートヴィヒは、1707年の合同法によりイギリス王位の継承者となる事が決まり、イギリスとハノーファーの人的同君連合が1714年にゲオルク・ルートヴィヒ（ジョージ1世）がイギリス王に即位すると同時に成立した。
1698年に父の後を継いだゲオルク・ルートヴィヒはしばらく選帝侯位をめぐる争いに巻き込まれたが、1708年にようやくブラウンシュヴァイク＝リューネブルク選帝侯の称号を公認された。彼がイギリス王冠の相続人に選ばれたのは偶然ではなく、イギリスとハノーファーが同じプロテスタント国家である為だった。1701年にイギリスで制定された王位継承法は、当時イギリスを含む北ヨーロッパ全域で高まっていた反カトリック感情を背景に、イングランドとスコットランドの王位継承権をプロテスタント信徒のみに限定するものだった。この法令の制定によって、ステュアート家最後の君主であるアンは又従兄弟にあたるゲオルク・ルートヴィヒを相続人に指名し、1714年にイギリス王冠領とブラウンシュヴァイク＝リューネブルク公国（ハノーファー選帝侯）の同君連合が成立した。
イギリスとハノーファーの同君連合は1837年まで1世紀以上続いた。ナポレオン戦争に伴う神聖ローマ帝国の解体後、ハノーファー選帝侯領は他の領邦を吸収して、1814年のウィーン会議の決定により広大なハノーファー王国を創設した。1837年にイギリス王ウィリアム4世が死去すると同時に、この同君連合は消滅した。ハノーファー王国はサリカ法によりウィリアムの弟のエルンスト・アウグスト1世（カンバーランド＝テヴィオットデール公アーネスト）が相続した一方で、イギリス王位は姪のヴィクトリアが相続したからである。
1866年、エルンスト・アウグスト1世の息子ゲオルク5世の治世に、ハノーファー王国は消滅した。普墺戦争でオーストリア側についたハノーファーは、戦争中にプロイセン王国に征服されたからである。

## ブラウンシュヴァイク＝ヴォルフェンビュッテル
1634年のフリードリヒ・ウルリヒの死後、ヴォルフェンビュッテル侯領はゲオルクの従兄に当たるアウグスト2世が相続した。ヴォルフェンビュッテル侯国は、ハノーファーと同様に1807年から1813年までナポレオンの衛星国家ヴェストファーレン王国に併合されていたが、その時期を除けば常に独立領邦の地位を保っていた。ウィーン会議の決定により、1815年に侯国はブラウンシュヴァイク公国として完全に独立した。ブラウンシュヴァイク公国は1866年に北ドイツ連邦に加盟し、1871年にドイツ帝国の構成国になった。
1884年にヴォルフェンビュッテル系最後の君主であるヴィルヘルムが死ぬと、ドイツ帝国はその最近親の傍系男系親族であるハノーファー王太子エルンスト・アウグスト2世が公位を継ぐのを禁じ、代わりに摂政をおいて公国を統治させた。しかし、ハノーファー王太子の息子エルンスト・アウグスト3世がドイツ皇帝ヴィルヘルム2世の娘ヴィクトリアと結婚した事により、ハノーファー家とホーエンツォレルン家の敵対関係は解消され、ヴィルヘルム2世は1913年に婿がブラウンシュヴァイク公位につくのを許した（存命中だった父王太子は継承権を放棄した）。
ハノーファー王国とブラウンシュヴァイク公国が存在した地域は、現在ニーダーザクセン州の一部となっている。